# Angraecum crassum
Angraecum crassum es una orquídea epífita originaria de  Madagascar.

## Distribución y hábitat
Se encuentra en el nordeste de Madagascar en alturas de 400 metros sobre el nivel del mar.

## Descripción
Es una orquídea de  tamaño mediano, que prefiere clima cálido a fresco, es epífita con el  tallo erecto, grueso y que lleva hojas espesas, rígidas, lineales con el ápice bilobulado de manera desigual. Florece  en una inflorescencia de 18 cm de largo con 5 a 12 flores de 4 cm de ancho, gruesas y carnosas , de color amarillo. La floración se produce en la primavera hasta el otoño.

## Taxonomía
Angraecum crassum fue descrita por Louis Marie Aubert Du Petit-Thouars y publicado en Histoire Particulière des Plantes Orchidées t. 70–71. 1822
Etimología
Angraecum: nombre genérico que se refiere en Malayo a su apariencia similar a las Vanda.
crassum: epíteto latino que significa "gruesa".
Sinonimia
- Aerobion crassum (Thouars) Spreng. 1826
- Angorchis crassa (Thouars) Kuntze 1891
- Angraecum crassiflorum H.Perrier 1938
- Angraecum sarcodanthum Schltr. 1918[1][4][5]